# Список космонавтов Китая
Китайская Народная Республика — третья страна в мире, самостоятельно реализующая пилотируемые космические полёты (программа Шэньчжоу). За исключением полётов к Луне и на Луну, китайские космонавты повторили почти все достижения космонавтов других стран. Ян Ливэй — первый китайский космонавт, Чжай Чжиган первым из китайцев вышел в открытый космос, Лю Ян — первая китайская женщина-космонавт, Ван Япин — первая китаянка, вышедшая в открытый космос. Китайские космонавты на постоянной основе работают на китайской многомодульной орбитальной космической станции Тяньгун.
Ниже представлена таблица со списком китайских космонавтов (тайконавтов), участвовавших в космических полётах. Строки с космонавтами, продолжающими подготовку к полетам выделены заливкой. В столбце «Миссия, даты» в скобках после названия космической станции указан номер экспедиции к ней. При составлении таблицы использовались данные авторитетных сайтов, посвящённых пилотируемой космонавтике — Космическая энциклопедия ASTROnote и SPACEFACTS, а также биографические статьи о китайских космонавтах в Википедии (в том числе и переведённые с китайского языка). Во всех указанных источниках нет единства в названии статуса в полёте (кроме «командир») вторых и третьих участников миссии (до полета Шэньчжоу-16), поэтому в таблице в соответствующем столбце используется понятие «член экипажа».
| №  | Космонавт (тайконавт)                                                                           | Фото | Число полётов | Миссия, даты | Статус в полете       | Общий налёт                  | Выходы в открытый космос | Время в открытом космосе |
| -- | ----------------------------------------------------------------------------------------------- | ---- | ------------- | --- | --------------------- | ---------------------------- | ------------------------ | ------------------------ |
| 1  | Ян Ливэй (кит. 杨利伟, Yáng Lìwěi) род. 21 июня 1965 года Генерал-майор ВВС НОАК                |      | 1             | 1. Шэньчжоу-5 15.10.2003 | командир              | 0 суток 21 час 22 минуты     | 0                        | ...                      |
| 2  | Фэй Цзюньлун (кит. 费俊龙, Fèi Jùnlóng) род. 05 мая 1965 года Генерал-майор ВВС НОАК            |      | 2             | 1. Шэньчжоу-6 12.10.2005 - 16.10.2005, 2. Шэньчжоу-15→Тяньгун (4) 29.11.2022 - 03.06.2023 | командир              | 191 день 2 часа 57 минут     | 4                        | 29 часов 56 минут        |
| 3  | Не Хайшэн (кит. 聂海胜, Niè Hǎishèng) род. 13 октября 1964 года Генерал-майор ВВС НОАК          |      | 3             | 1. Шэньчжоу-6 12.10.2005 - 16.10.2005 2. Шэньчжоу-10→Тяньгун-1 (3) 11.06.2013 - 26.06.2013 3. Шэньчжоу-12→Тяньгун (1) 17.06.2021 - 17.09.2021                                                     | член экипажа командир | 111 суток 14 часов 12 минут  | 1                        | 5 часов 55 минут         |
| 4  | Цзин Хайпэн (кит. 景海鹏, Jǐng Hǎipéng) род. 24 октября 1966 года Генерал-майор ВВС НОАК        |      | 4             | 1. Шэньчжоу-7 25.09.2008 - 28.09.2008 2. Шэньчжоу-9→Тяньгун-1 (2) 16.06.2012 - 29.06.2012 3. Шэньчжоу-11→Тяньгун-2 (1) 16.10.2016 - 18.11.2016 4. Шэньчжоу-16→Тяньгун (5) 30.05.2023 - 31.10.2023 | член экипажа командир | 201 день 17 часов 2 минуты   | 1                        | 7 часов 55 минут         |
| 5  | Лю Бомин (кит. 刘伯明, Líu Bó Míng) род. 16 сентября 1966 года Генерал-майор ВВС НОАК           |      | 2             | 1. Шэньчжоу-7 25.09.2008 - 28.09.2008 2. Шэньчжоу-12→Тяньгун (1) 17.06.2021 - 17.09.2021 | член экипажа          | 95 суток 0 часов 38 минут    | 3                        | 13 часов 03 минуты       |
| 6  | Чжай Чжиган (кит. 翟志刚, Zhái Zhìgāng) род. 10 октября 1966 года Генерал-майор ВВС НОАК        |      | 2             | 1. Шэньчжоу-7 25.09.2008 - 28.09.2008 2. Шэньчжоу-13→Тяньгун (2) 15.10.2021 - 16.04.2022 | командир              | 185 суток 5 часов 59 минут   | 3                        | 12 часов 58 минут        |
| 7  | Лю Ван (кит. 刘旺, Liú Wang) род. 25 марта 1969 года Генерал-майор ВВС НОАК                     |      | 1             | 1. Шэньчжоу-9→Тяньгун-1 (2) 16.06.2012 - 29.06.2012 | член экипажа          | 12 суток 15 часов 25 минут   | 0                        | ...                      |
| 8  | Лю Ян (кит. 刘洋, Liú Yáng) род. 06 октября 1978 года старший полковник ВВС НОАК                |      | 2             | 1. Шэньчжоу-9→Тяньгун-1 (2) 16.06.2012 - 29.06.2012 2. Шэньчжоу-14→Тяньгун (3) 05.06.2022 - 04.12.2022                                                                                            | член экипажа          | 195 суток 0 часов 50 минут   | 1                        | 6 часов 7 минут          |
| 9  | Чжан Сяогуан (кит. 张晓光, Zhāng Xiǎoguāng) род. май 1966 года Генерал-майор ВВС НОАК           |      | 1             | 1. Шэньчжоу-10→Тяньгун-1 (3) 11.06.2013 - 26.06.2013 | член экипажа          | 14 суток 14 часов 29 минут   | 0                        | ...                      |
| 10 | Ван Япин (кит. 王亚平, Wáng Yàpíng) род. 27 января 1980 года старший полковник ВВС НОАК         |      | 2             | 1. Шэньчжоу-10→Тяньгун-1 (3) 11.06.2013 - 26.06.2013 2. Шэньчжоу-13→Тяньгун (2) 15.10.2021 - 16.04.2022                                                                                           | член экипажа          | 197 суток 0 часов 1 минута   | 1                        | 6 часов 25 минут.        |
| 11 | Чэнь Дун (кит. 陈冬, Chén Dōng) род. 12 декабря 1978 года старший полковник ВВС НОАК            |      | 3             | 1. Шэньчжоу-11→Тяньгун-2 (1) 16.10.2016 - 18.11.2016 2. Шэньчжоу-14→Тяньгун (3) 05.06.2022 - 04.12.2022 2. Шэньчжоу-20→Тяньгун (9) 24.04.2025 -                                                   | член экипажа командир | 329 сут. (в полёте)          | 6                        | 36 часов 47 минут        |
| 12 | Тан Хунбо (кит. 汤鸿波, Tāng Hóngbō) род. октябрь 1975 года старший полковник ВВС НОАК          |      | 2             | 1. Шэньчжоу-12→Тяньгун (1) 17.06.2021 - 17.09.2021 2. Шэньчжоу-17→Тяньгун (6) 26.10.2023 - 30.04.2024                                                                                             | член экипажа командир | 279 суток 10 часов 44 минуты | 3                        | 22 часа 8 минут          |
| 13 | Е Гуанфу (кит. 叶光富, Yè Guāngfù) род. 1 сентября 1980 года старший полковник ВВС НОАК         |      | 2             | 1. Шэньчжоу-13→Тяньгун (2) 15.10.2021 - 16.04.2022 2. Шэньчжоу-18→Тяньгун (7) 30.04.2024 - 03.11.2024                                                                                             | член экипажа командир | 374 дня 13 часов 58 минут    | 3                        | 21 час 13 минут          |
| 14 | Цай Сюйчжэ (кит. 蔡旭哲, Cài Xùzhé) род. май 1976 года старший полковник ВВС НОАК               |      | 2             | 1. Шэньчжоу-14→Тяньгун (3) 05.06.2022 - 04.12.2022 2. Шэньчжоу-19→Тяньгун (8) 29.10.2024 - 29.04.2025                                                                                             | член экипажа командир | 364 дня 18 часов 7 минут     | 5                        | 34 часа 14 минут         |
| 15 | Дэн Цинмин (кит. 邓清明, Dèng Qīngmíng) род. 16 марта 1966 года старший полковник ВВС НОАК      |      | 1             | 1. Шэньчжоу-15→Тяньгун (4) 29.11.2022 - 03.06.2023 | член экипажа          | 186 суток 7 часов 25 минуты  | 0                        | ...                      |
| 16 | Чжан Лу (кит. 张陆, Zhāng Lù) род. в ноябре 1976 года старший полковник ВВС НОАК                |      | 1             | 1. Шэньчжоу-15→Тяньгун (4) 29.11.2022 - 03.06.2023 | член экипажа          | 186 суток 7 часов 25 минуты  | 4                        | 29 часов 56 минут        |
| 17 | Чжу Янчжу (кит. 朱杨柱, Zhū Yángzhù) род. в сентябре 1986 года полковник НОАК военный инженер   |      | 1             | 1. Шэньчжоу-16→Тяньгун (5) 30.05.2023 - 31.10.2023 | бортинженер           | 153 дня 22 часа 40 минут     | 1                        | 7 часов 55 минут         |
| 18 | Гуй Хайчао (кит. 桂海潮, Guì Hǎicháo) род. в ноябре 1986 года ученый (теор. механика)           |      | 1             | 1. Шэньчжоу-16→Тяньгун (5) 30.05.2023 - 31.10.2023 | СПН                   | 153 дня 22 часа 40 минут     | 0                        | ...                      |
| 19 | Тан Шэнцзе (кит. 唐胜杰, Táng Shèngjié) род. в декабре 1989 года подполковник ВВС НОАК          |      | 1             | 1. Шэньчжоу-17→Тяньгун (6) 26.10.2023 - 30.04.2024 | член экипажа          | 187 дней 6 часов 32 минуты   | 1                        | 7 часов 30 минут         |
| 20 | Цзян Синьлинь (кит. 江新林, Jiāng Xīnlín) род. в феврале 1988 года подполковник ВВС НОАК        |      | 1             | 1. Шэньчжоу-17→Тяньгун (6) 26.10.2023 - 30.04.2024 | член экипажа          | 187 дней 6 часов 32 минуты   | 1                        | 7 часов 52 минуты        |
| 21 | Ли Цун (кит. 李聪, Lǐ Cōng) род. в октябре 1989 года подполковник ВВС НОАК                      |      | 1             | 1. Шэньчжоу-18→Тяньгун (7) 25.04.2024 - 03.11.2024 | член экипажа          | 192 дня 4 часа 25 минут      | 1                        | 6 часов 39 минут         |
| 22 | Ли Гуансу (кит. 李广苏, Lǐ Guǎngsū) род. в июле 1987 года подполковник ВВС НОАК                 |      | 1             | 1. Шэньчжоу-18→Тяньгун (7) 25.04.2024 - 03.11.2024 | член экипажа          | 192 дня 4 часа 25 минут      | 1                        | 8 часов 23 минуты        |
| 23 | Сун Линдун (кит. 宋令东, Sòng Língdōng) род. в августе 1990 года подполковник ВВС НОАК          |      | 1             | 1. Шэньчжоу-19→Тяньгун (8) 29.10.2024 - 29.04.2025 | член экипажа          | 182 дня 8 часов 42 минуты    | 3                        | 24 часа 28 минут         |
| 24 | Ван Хаоцзэ (кит. 王浩泽, Wáng Hàozé) род. в марте 1990 года инженер-ракетчик, подполковник НОАК |      | 1             | 1. Шэньчжоу-19→Тяньгун (8) 29.10.2024 - 29.04.2025 | член экипажа          | 182 дня 8 часов 42 минуты    | 0                        | ...                      |
| 25 | Чэнь Чжунжуй (кит. 陈中瑞, Chén Zhōng ruì) род. в октябре 1984 года полковник ВВС НОАК          |      | 1             | 1. Шэньчжоу-20→Тяньгун (9) 24.04.2025 - | член экипажа          | 115 сут. (в полёте)          | 2                        | 14 часов 24 минуты       |
| 26 | Ван Цзе (кит. 王杰, Wáng Jié) род. в сентябре 1989 года инженер-ракетчик, полковник НОАК        |      | 1             | 1. Шэньчжоу-20→Тяньгун (9) 24.04.2025 - | член экипажа          | 115 сут. (в полёте)          | 1                        | 6 часов 30 минут         |

Комментарии
1. 1 2 3 4  Из-за отсутствия точных официальных данных, указано приблизительное суммарное время выходов.
2. ↑  СПН - Специалист по Полезной Нагрузке (по оборудованию, материалам для экспериментов и их проведению в полете).

Использованные источники
1. ↑  Космическая энциклопедия ASTROnote. Дата обращения: 2 января 2023. Архивировано 31 октября 2015 года.
2. ↑  SPACEFACTS. Дата обращения: 5 июня 2022. Архивировано 24 апреля 2011 года.
3. 1 2 3 4  / Внекорабельная деятельность космонавтов. Дата обращения: 14 сентября 2023. Архивировано 11 ноября 2023 года.